# توسع الشعيرات
تَوَسُّعُ الشُّعَيْرات، المعروف أيضًا باسم الأوردة العنكبوتية، وهي عبارة عن أوعية دموية صغيرة متوسعة. تَظهر بالقرب من سطح الجلد أو الأغشية المخاطية، يتراوح قطرها بين 0.5 و 1 ملليمتر.
يمكن أن تظهر هذه الأوعية الدموية المتوسعة في أي مكان على سطح الجسم، ولكن عادةً ما تظهر على الوجه حول الأنف، الخدين والذقن. يمكن أن تظهر الأوعية الدموية المتوسعة أيضًا على الساقين، على الرغم من أنها عندما تظهر على سطح الأرجل؛ فإنه غالبًا ما يكون لديها جَزْر وريدي أو ما يسمى «الدوالي الوريدية الخفية». عندما يتم العثور عليها عند الساقين، فإنها توجد على وجه التحديد في أعلى الفخذ وأسفل مفصل الركبة وحول الكاحلين.
يسعى العديد من المرضى الذين يعانون من الأوردة العنكبوتية إلى الحصول على مساعدة الأطباء المتخصصين في العناية بالأوردة أو أمراض الأوعية الدموية الطرفية. يُطلق على هؤلاء الأطباء اسم جراحي الأوعية الدموية أو أطباء الأوردة. في الآونة الأخيرة، بدأ أخصائيي الأشعة التداخلية أيضاً في علاج المشاكل الوريدية.
بعض توسع الشعريات ناتج عن تشوهات النمو التي يمكن أن تحاكي عن كثب مظهر الأورام الوعائية الحميدة. قد تتألف التوسعات من مجموعات غير طبيعية من الشرايين أو الشعيرات الدموية أو الأوردة. ولأن توسع الشعريات عبارة عن آفات وعائية، فإنها تبيض عندما يتم اختبارها باستخدام معاينة الشفوفية.

## الأسباب
يمكن تقسيم أسباب توسع الشعريات إلى عوامل خُلقية ومكتسبة:

### الأسباب الخلقية
يقول جولدمان إن «العديد من الحالات الموروثة أو الخلقية تُظِهر توسع الشعريات الجلدي». وتشمل هذه:
- متلازمة بلوم (طفرة متجانسة في إنزيم إصلاح الحمض النووي BLM. آلية مماثلة ومسببات توسع الشعريات ترنح).)
- وحمة خمرية اللون
- متلازمة كليبيل ترينوناي
- متلازمة مافوتشي
- توسع الشعيرات النزفي الوراثي
- اختلاج التوسع الوعائي
- متلازمة ستيرج ويبر
- نقص إفراز الشعر - متلازمة وذمة لمفية - توسع الشعريات، الناجم عن طفرة في عامل النسخ SOX18 [4]

### الأسباب المكتسبة
- متلازمة كوشينغ.
- ارتفاع الضغط الوريدي:

في الماضي، كان يُعتقد أن الدوالي في الساق أو توسع الشعيرات تحدث بسبب ارتفاع الضغط الوريدي أو «ارتفاع ضغط الدم الوريدي». أما الآن فمن المعروف أن مرض الجزر الوريدي عادةً ما يكون سبب هذه المشاكل.  
وغالباً ما يرتبط توسع الشعريات في الساقين بوجود ارتجاع وريدي داخل الدوالي الوريدية. شذوذ التدفق داخل الأوردة متوسطة الحجم في الساق (الأوردة الشبكية) يمكن أن يؤدي أيضًا إلى حدوث توسع الشعريات. تشمل العوامل التي تؤدي لحدوث الدوالي وتوسع الشعريات في الساق.
- العمر: قد تَظهر الأوردة العنكبوتية في أي عمر، يزداد خطر الإصابة بالدوالي الوريدية مع التقدم في السن.[6]
- الجنس: كان يُعتقد أن الإناث تُصاب أكثر بكثير من الذكور. ومع ذلك، فقد أظهرت الأبحاث أن 79٪ من الذكور البالغين و 88٪ من الإناث البالغات مصابات بتوسع الشعيرات الساق (الأوردة العنكبوتية).[7]
- الحمل: الحمل هو عامل رئيسي يساهم في تكوين الدوالي والأوردة العنكبوتية. العامل الأكثر أهمية هو زيادة الهرمونات خلال الحمل والتي تُضِعف جدران الوريد. هناك أيضًا زيادة كبيرة في حجم الدم أثناء الحمل، والتي تؤدي إلى انتفاخ وامتلاء الأوردة، والذي يؤدي بدوره إلى اختلال وظيفي في الصمام مما يؤدي إلى تجمع الدم في الأوردة. بالإضافة إلى ذلك، في الأشهر الأخيرة من الحمل يمكن للرحم المتوسع أن يضغط على الأوردة؛ مما يسبب ارتفاع ضغط الوريد مما يؤدي إلى توسع الأوردة. قد تتحسن الدوالي التي تتشكل أثناء الحمل أو تختفي تلقائيًا بعد بضعة أشهر من الولادة.
- نمط الحياة / المهنة: أولئك الذين يحتاجون إلى الجلوس أو الوقوف لفترات طويلة في أنشطتهم اليومية يزيد لديهم خطر الإصابة بتوسع الأوردة. يؤدي ضغط الدم المستمر ضد الصمامات المغلقة إلى فشلها، مما يؤدي بالتالي إلى انتفاخ الوري

#### الأسباب المكتسبة الأخرى
توسع الشعريات المكتسب، غير المرتبط بتشوهات وريدية أخرى؛ على سبيل المثال على الوجه والجذع يمكن أن تكون بسبب عوامل مثل:
- العد الوردي
- التهاب الجفن [8]
- أضرار بيئية مثل تلك التي تسببها الشمس [9] أو التعرض للبرد.
- العمر.[9]
- الصدمة على الجلد مثل الكدمات أو الشقوق الجراحية.
- التعرض للإشعاع مثل ذلك الذي يحدث أثناء العلاج الإشعاعي لعلاج السرطان.
- العلاج الكيميائي.
- متلازمة السرطنة.
- التصلب الجهازي المحدود / تصلب الجلد (أحد أنواع تصلب الجلد).
- العلاج المزمن بالستيروئيدات القشرية الموضعية قد يؤدي إلى توسع الشعريات.[10]
- الأورام الوعائية العنكبوتية: وهي عبارة عن مجموعة شعاعية من الشرايين الصغيرة التي تحدث عادة في النساء الحوامل والمرضى الذين يعانون من تليف الكبد وترتبط مع الحمامي الراحيةفي الرجال، فهي مرتبطة بمستويات عالية من الاستروجين الناتجة عن الأمراض الكبدية.
- متلازمة تيمبي.
- تدخين التبغ.[9]

## العلاج
قبل النظر في أي علاج لتوسع الشعريات الساقي (الأوردة العنكبوتية)، من الضروري إجراء تصوير بالصدى المزدوج، وهو الاختبار الذي حل محل الموجات فوق الصوتية (دوبلر).والسبب في ذلك هو وجود علاقة واضحة بين توسع الشعريات الساق (الأوردة العنكبوتية) والارتداد الوريدي الأساسي . أظهرت الأبحاث أن 88-89٪ من النساء المصابات بتوسع الشعيرات (الأوردة العنكبوتية) يعانين من ارتجاع الأوردة الشبكية  و 15٪ لديهن قصور في الأوردة الثاقبة. لذا؛ من الضروري النظر في علاج الارتجاع الوريدي قبل النظر في أي علاج آخر.
تُعتبر المعالجة بالتصليب «المعيار الذهبي» في العلاج. ويفضّل على الليزر للتخلص من الشعريات الدموية والدوالي الصغيرة في الساق. يتم حقن مادة التصليب في الوريد المصاب بحيث يتصلب وينكمش. تُشير الدلائل الحديثة -فيما يخصّ العلاج بالتصليب الرغوي- إلى أن الرغوة التي تحتوي على مادة التصليب المهيجة تظهر بسرعة في قلب المريض ورئتيه، ثم تنتقل في بعض الحالات عبر الثقبة البيضاوية القلبية المفتوحة إلى المخ. وقد أدى هذا إلى مخاوف بشأن سلامة العلاج بالتصليب للتوسع الشِعري والأوردة العنكبوتية.
في بعض الحالات، قد تحدث سكتة ونوبات نقص تروية عابرة بعد العلاج بالتصليب. غالبًا ما يتم علاج الدوالي الوريدية والشبكية قبل علاج توسع الشعريات، على الرغم من أن علاج هذه الأوردة الكبيرة قبل المعالجة بالتصليب لعلاج توسع الشعريات قد لا يضمن نتائج أفضل   . يمكن علاج الدوالي الوريدية عن طريق العلاج بالتصليب الرغوي أو العلاج بالليزر الوريدي أو الاستئصال الراديوي أو الجراحة المفتوحة. ومع ذلك، يبدو أن الخطر الأكبر قد يحدث مع العلاج بالتصليب، خاصةً فيما يتعلق بالاخطار النظمية الجسمية كـ الإصابة بجلطات الأوردة العميقة والانسداد الرئوي والسكتة الدماغية.  
المضاعفات الأخرى التي تظهر مع استخدام المعالجة بالتصليب لعلاج الأوردة العنكبوتية هي اللطخات، والتقرحات. بالإضافة إلى ذلك، لا تظهر النتائج العلاجية من الجلسة الأولى، ويتطلب جلسات علاج متعددة .